# Humpata
Humpata es un localidad y municipio de la provincia de Huíla en Angola. En julio de 2018 tenía una población estimada de 100 634 habitantes.
Se encuentra ubicado al suroeste del país, cerca del curso alto del río Cunene y del parque nacional del Bicuar.